# Sistema de ligas de fútbol de Ecuador
Los campeonatos ecuatorianos de fútbol son organizados por la Liga Profesional de Fútbol del Ecuador y la Federación Ecuatoriana de Fútbol. Los clubes afiliados disputan anualmente los torneos, los que se dividen en categorías o divisionales, cada una de las cuales determina una jerarquía u orden de importancia del campeonato en disputa.
Habitualmente, los torneos establecen un mecanismo de ascensos y descensos mediante el cual los mejores equipos del campeonato del ciclo en curso obtienen el derecho a participar, en la siguiente temporada, del torneo de jerarquía inmediatamente superior; así como los peores equipos del torneo son castigados de modo que la temporada entrante participen en el campeonato inmediatamente inferior.

## Fútbol masculino
Los campeonatos ecuatorianos de fútbol, que actualmente se disputan bajo la organización de la Liga Profesional de Fútbol del Ecuador son los siguientes:
| Nivel | Nivel | Divisiones         | Divisiones         | Divisiones         | Divisiones         | Divisiones         | Divisiones         | Divisiones         | Divisiones         | Divisiones         | Divisiones         | Divisiones         | Divisiones         | Divisiones         | Divisiones         | Divisiones         | Divisiones         | Divisiones         | Divisiones         |
| ----- | ----- | ------------------ | ------------------ | ------------------ | ------------------ | ------------------ | ------------------ | ------------------ | ------------------ | ------------------ | ------------------ | ------------------ | ------------------ | ------------------ | ------------------ | ------------------ | ------------------ | ------------------ | ------------------ |
| 1.°   | 1.°   | Serie A 16 equipos | Serie A 16 equipos | Serie A 16 equipos | Serie A 16 equipos | Serie A 16 equipos | Serie A 16 equipos | Serie A 16 equipos | Serie A 16 equipos | Serie A 16 equipos | Serie A 16 equipos | Serie A 16 equipos | Serie A 16 equipos | Serie A 16 equipos | Serie A 16 equipos | Serie A 16 equipos | Serie A 16 equipos | Serie A 16 equipos | Serie A 16 equipos |
| 2.°   | 2.°   | Serie B 10 equipos | Serie B 10 equipos | Serie B 10 equipos | Serie B 10 equipos | Serie B 10 equipos | Serie B 10 equipos | Serie B 10 equipos | Serie B 10 equipos | Serie B 10 equipos | Serie B 10 equipos | Serie B 10 equipos | Serie B 10 equipos | Serie B 10 equipos | Serie B 10 equipos | Serie B 10 equipos | Serie B 10 equipos | Serie B 10 equipos | Serie B 10 equipos |

Los campeonatos ecuatorianos de fútbol, que actualmente se disputan bajo la organización de la Federación Ecuatoriana de Fútbol son los siguientes:
| Nivel | Nivel | Divisiones                                     | Divisiones                                     | Divisiones                                     | Divisiones                                     | Divisiones                                     | Divisiones                                     | Divisiones                                     | Divisiones                                     | Divisiones                                     | Divisiones                                     | Divisiones                                     | Divisiones                                     | Divisiones                                     | Divisiones                                     | Divisiones                                     | Divisiones                                     | Divisiones                                     | Divisiones                                     |
| ----- | ----- | ---------------------------------------------- | ---------------------------------------------- | ---------------------------------------------- | ---------------------------------------------- | ---------------------------------------------- | ---------------------------------------------- | ---------------------------------------------- | ---------------------------------------------- | ---------------------------------------------- | ---------------------------------------------- | ---------------------------------------------- | ---------------------------------------------- | ---------------------------------------------- | ---------------------------------------------- | ---------------------------------------------- | ---------------------------------------------- | ---------------------------------------------- | ---------------------------------------------- |
| 3.°   | 3.°   | Segunda Categoría 64 equipos (22 asociaciones) | Segunda Categoría 64 equipos (22 asociaciones) | Segunda Categoría 64 equipos (22 asociaciones) | Segunda Categoría 64 equipos (22 asociaciones) | Segunda Categoría 64 equipos (22 asociaciones) | Segunda Categoría 64 equipos (22 asociaciones) | Segunda Categoría 64 equipos (22 asociaciones) | Segunda Categoría 64 equipos (22 asociaciones) | Segunda Categoría 64 equipos (22 asociaciones) | Segunda Categoría 64 equipos (22 asociaciones) | Segunda Categoría 64 equipos (22 asociaciones) | Segunda Categoría 64 equipos (22 asociaciones) | Segunda Categoría 64 equipos (22 asociaciones) | Segunda Categoría 64 equipos (22 asociaciones) | Segunda Categoría 64 equipos (22 asociaciones) | Segunda Categoría 64 equipos (22 asociaciones) | Segunda Categoría 64 equipos (22 asociaciones) | Segunda Categoría 64 equipos (22 asociaciones) |

### Ascensos y descensos
En la Serie A de Ecuador  por cada temporada  los 4 primeros clasifican a la Copa Libertadores y los posicionados en el puesto 5, 6, 7 a la Copa Sudamericana y descienden los 2 últimos a la  Serie B de Ecuador.
En la Serie B de Ecuador ascienden 2 equipos y descienden 2 equipos igualmente a la Segunda Categoría de Ecuador.
En la Segunda Categoría de Ecuador ascienden 2 equipos. 
La Copa Ecuador otorga el último cupo a la Copa Libertadores.
| Categoría | División | Copa Ecuador                                                                                                |
| --------- | --- | --- |
| 1         | Serie A 16 clubes participantes: Se juega 30 fechas de ida y vuelta en 2 etapas (15 fechas por cada etapa), en un formato de todos contra todos. El ganador de cada etapa clasifica a la final para definir el campeón. En caso de que un mismo equipo gane las 2 etapas, será proclamado campeón directamente. Clasifican a la Copa Libertadores: El campeón y subcampeón, que son los equipos que llegan a la final, clasifican a la fase de grupos; el otro clasificado es el mejor equipo de la tabla de posiciones que no haya avanzado a la final, mientras que el último cupo sale campeón de la Copa Ecuador, los cuales clasifican a la fase clasificatoria. Clasifican a la Copa Sudamericana: Los mejores posicionados de la tabla de posiciones que no hayan clasificado a la Copa Libertadores, en total 4 equipos clasifican. Descienden los dos últimos clubes de la tabla de posiciones al finalizar las 30 fechas. | Los 16 equipos de la Serie A clasifican directamente a la segunda fase de la Copa Ecuador.                  |
| 2         | Serie B 10 clubes participantes: Se juega 36 fechas en dos rondas de ida y vuelta de la cuales el primero de la tabla de posiciones acumulada es el campeón, mientras que el segundo es declarado subcampeón. El primer y segundo puesto de la tabla acumulada ascienden a la Serie A. Descienden los dos últimos clubes de la tabla de posiciones al finalizar las 36 fechas. | Los 10 equipos de la Serie B clasifican a la primera fase de la Copa Ecuador.                               |
| 3         | Segunda Categoría 64 clubes participantes: entre las 22 asociaciones del país, esta división se clasifica en dos grandes etapas (provincial y nacional): los equipos participantes se definen cada año en los campeonatos provinciales. El número de cupos asignados a cada asociación depende de la cantidad de clubes que participen en cada torneo provincial. Comienza los play-offs nacionales desde treintaidosavos de final hasta la final, se juegan partidos de ida y vuelta con excepción de la final. Los 2 equipos finalistas ascienden. Ascienden a la Serie B el campeón y subcampeón del torneo. | El campeón de cada una de las 22 asociaciones provinciales clasifican a la primera fase de la Copa Ecuador. |

## Fútbol femenino
Los campeonatos ecuatorianos de fútbol femenino que actualmente se disputan bajo la organización de la Federación Ecuatoriana de Fútbol son los siguientes:
| Nivel | Nivel | Divisiones Profesionales                                                                             | Divisiones Profesionales                                                                             | Divisiones Profesionales                                                                             | Divisiones Profesionales                                                                             | Divisiones Profesionales                                                                             | Divisiones Profesionales                                                                             | Divisiones Profesionales                                                                             | Divisiones Profesionales                                                                             | Divisiones Profesionales                                                                             | Divisiones Profesionales                                                                             | Divisiones Profesionales                                                                             | Divisiones Profesionales                                                                             | Divisiones Profesionales                                                                             | Divisiones Profesionales                                                                             | Divisiones Profesionales                                                                             | Divisiones Profesionales                                                                             | Divisiones Profesionales                                                                             | Divisiones Profesionales                                                                             |
| ----- | ----- | --- | --- | --- | --- | --- | --- | --- | --- | --- | --- | --- | --- | --- | --- | --- | --- | --- | --- |
| 1.°   | 1.°   | Superliga Femenina 16 equipos                                                                        | Superliga Femenina 16 equipos                                                                        | Superliga Femenina 16 equipos                                                                        | Superliga Femenina 16 equipos                                                                        | Superliga Femenina 16 equipos                                                                        | Superliga Femenina 16 equipos                                                                        | Superliga Femenina 16 equipos                                                                        | Superliga Femenina 16 equipos                                                                        | Superliga Femenina 16 equipos                                                                        | Superliga Femenina 16 equipos                                                                        | Superliga Femenina 16 equipos                                                                        | Superliga Femenina 16 equipos                                                                        | Superliga Femenina 16 equipos                                                                        | Superliga Femenina 16 equipos                                                                        | Superliga Femenina 16 equipos                                                                        | Superliga Femenina 16 equipos                                                                        | Superliga Femenina 16 equipos                                                                        | Superliga Femenina 16 equipos                                                                        |
| 2.°   | 2.°   | Ascenso Femenino Profesional 16 equipos (Incluye los mejores equipos de la Serie A Femenina Amateur) | Ascenso Femenino Profesional 16 equipos (Incluye los mejores equipos de la Serie A Femenina Amateur) | Ascenso Femenino Profesional 16 equipos (Incluye los mejores equipos de la Serie A Femenina Amateur) | Ascenso Femenino Profesional 16 equipos (Incluye los mejores equipos de la Serie A Femenina Amateur) | Ascenso Femenino Profesional 16 equipos (Incluye los mejores equipos de la Serie A Femenina Amateur) | Ascenso Femenino Profesional 16 equipos (Incluye los mejores equipos de la Serie A Femenina Amateur) | Ascenso Femenino Profesional 16 equipos (Incluye los mejores equipos de la Serie A Femenina Amateur) | Ascenso Femenino Profesional 16 equipos (Incluye los mejores equipos de la Serie A Femenina Amateur) | Ascenso Femenino Profesional 16 equipos (Incluye los mejores equipos de la Serie A Femenina Amateur) | Ascenso Femenino Profesional 16 equipos (Incluye los mejores equipos de la Serie A Femenina Amateur) | Ascenso Femenino Profesional 16 equipos (Incluye los mejores equipos de la Serie A Femenina Amateur) | Ascenso Femenino Profesional 16 equipos (Incluye los mejores equipos de la Serie A Femenina Amateur) | Ascenso Femenino Profesional 16 equipos (Incluye los mejores equipos de la Serie A Femenina Amateur) | Ascenso Femenino Profesional 16 equipos (Incluye los mejores equipos de la Serie A Femenina Amateur) | Ascenso Femenino Profesional 16 equipos (Incluye los mejores equipos de la Serie A Femenina Amateur) | Ascenso Femenino Profesional 16 equipos (Incluye los mejores equipos de la Serie A Femenina Amateur) | Ascenso Femenino Profesional 16 equipos (Incluye los mejores equipos de la Serie A Femenina Amateur) | Ascenso Femenino Profesional 16 equipos (Incluye los mejores equipos de la Serie A Femenina Amateur) |

Los campeonatos ecuatorianos de fútbol femenino que actualmente se disputan bajo la organización de la Comisión Nacional de Fútbol Aficionado son los siguientes:
| Nivel | Nivel | Divisiones Amateur                                                   | Divisiones Amateur                                                   | Divisiones Amateur                                                   | Divisiones Amateur                                                   | Divisiones Amateur                                                   | Divisiones Amateur                                                   | Divisiones Amateur                                                   | Divisiones Amateur                                                   | Divisiones Amateur                                                   | Divisiones Amateur                                                   | Divisiones Amateur                                                   | Divisiones Amateur                                                   | Divisiones Amateur                                                   | Divisiones Amateur                                                   | Divisiones Amateur                                                   | Divisiones Amateur                                                   | Divisiones Amateur                                                   | Divisiones Amateur                                                   |
| ----- | ----- | -------------------------------------------------------------------- | -------------------------------------------------------------------- | -------------------------------------------------------------------- | -------------------------------------------------------------------- | -------------------------------------------------------------------- | -------------------------------------------------------------------- | -------------------------------------------------------------------- | -------------------------------------------------------------------- | -------------------------------------------------------------------- | -------------------------------------------------------------------- | -------------------------------------------------------------------- | -------------------------------------------------------------------- | -------------------------------------------------------------------- | -------------------------------------------------------------------- | -------------------------------------------------------------------- | -------------------------------------------------------------------- | -------------------------------------------------------------------- | -------------------------------------------------------------------- |
| 3.°   | 3.°   | Serie A Femenina Amateur 24 equipos                                  | Serie A Femenina Amateur 24 equipos                                  | Serie A Femenina Amateur 24 equipos                                  | Serie A Femenina Amateur 24 equipos                                  | Serie A Femenina Amateur 24 equipos                                  | Serie A Femenina Amateur 24 equipos                                  | Serie A Femenina Amateur 24 equipos                                  | Serie A Femenina Amateur 24 equipos                                  | Serie A Femenina Amateur 24 equipos                                  | Serie A Femenina Amateur 24 equipos                                  | Serie A Femenina Amateur 24 equipos                                  | Serie A Femenina Amateur 24 equipos                                  | Serie A Femenina Amateur 24 equipos                                  | Serie A Femenina Amateur 24 equipos                                  | Serie A Femenina Amateur 24 equipos                                  | Serie A Femenina Amateur 24 equipos                                  | Serie A Femenina Amateur 24 equipos                                  | Serie A Femenina Amateur 24 equipos                                  |
| 4.°   | 4.°   | Serie B Femenina Amateur (Unificada con la Serie A Femenina en 2020) | Serie B Femenina Amateur (Unificada con la Serie A Femenina en 2020) | Serie B Femenina Amateur (Unificada con la Serie A Femenina en 2020) | Serie B Femenina Amateur (Unificada con la Serie A Femenina en 2020) | Serie B Femenina Amateur (Unificada con la Serie A Femenina en 2020) | Serie B Femenina Amateur (Unificada con la Serie A Femenina en 2020) | Serie B Femenina Amateur (Unificada con la Serie A Femenina en 2020) | Serie B Femenina Amateur (Unificada con la Serie A Femenina en 2020) | Serie B Femenina Amateur (Unificada con la Serie A Femenina en 2020) | Serie B Femenina Amateur (Unificada con la Serie A Femenina en 2020) | Serie B Femenina Amateur (Unificada con la Serie A Femenina en 2020) | Serie B Femenina Amateur (Unificada con la Serie A Femenina en 2020) | Serie B Femenina Amateur (Unificada con la Serie A Femenina en 2020) | Serie B Femenina Amateur (Unificada con la Serie A Femenina en 2020) | Serie B Femenina Amateur (Unificada con la Serie A Femenina en 2020) | Serie B Femenina Amateur (Unificada con la Serie A Femenina en 2020) | Serie B Femenina Amateur (Unificada con la Serie A Femenina en 2020) | Serie B Femenina Amateur (Unificada con la Serie A Femenina en 2020) |
| 5.°   | 5.°   | Ascenso Femenino Amateur 27 equipos                                  | Ascenso Femenino Amateur 27 equipos                                  | Ascenso Femenino Amateur 27 equipos                                  | Ascenso Femenino Amateur 27 equipos                                  | Ascenso Femenino Amateur 27 equipos                                  | Ascenso Femenino Amateur 27 equipos                                  | Ascenso Femenino Amateur 27 equipos                                  | Ascenso Femenino Amateur 27 equipos                                  | Ascenso Femenino Amateur 27 equipos                                  | Ascenso Femenino Amateur 27 equipos                                  | Ascenso Femenino Amateur 27 equipos                                  | Ascenso Femenino Amateur 27 equipos                                  | Ascenso Femenino Amateur 27 equipos                                  | Ascenso Femenino Amateur 27 equipos                                  | Ascenso Femenino Amateur 27 equipos                                  | Ascenso Femenino Amateur 27 equipos                                  | Ascenso Femenino Amateur 27 equipos                                  | Ascenso Femenino Amateur 27 equipos                                  |